# Festus Mogae
Festus Gontebanye Mogae (ur. 21 sierpnia 1939 w Serowe) – botswański polityk, w latach 1998–2008 trzeci prezydent Botswany, zastąpił na stanowisku Quetta Masire.

## Życiorys
Mogae studiował ekonomię w Wielkiej Brytanii na Sussex University. Później pracował w administracji publicznej, Międzynarodowym Funduszu Walutowym i Narodowym Banku Botswany. Od 1992 do 1998 r. pełnił funkcję wiceprezydenta kraju.
W lipcu 2007 r. prezydent Festus Mogae zapowiedział rezygnację z zajmowanego stanowiska po upływie 9 miesięcy, jeszcze przed końcem swojej kadencji. 1 kwietnia 2008 r. zrezygnował z urzędu, a jego miejsce zajął dotychczasowy wiceprezydent, Seretse Ian Khama.
W 2008 roku został wyróżniony Nagrodą Fundacji Mo Ibrahima.